# Aurora (azienda)

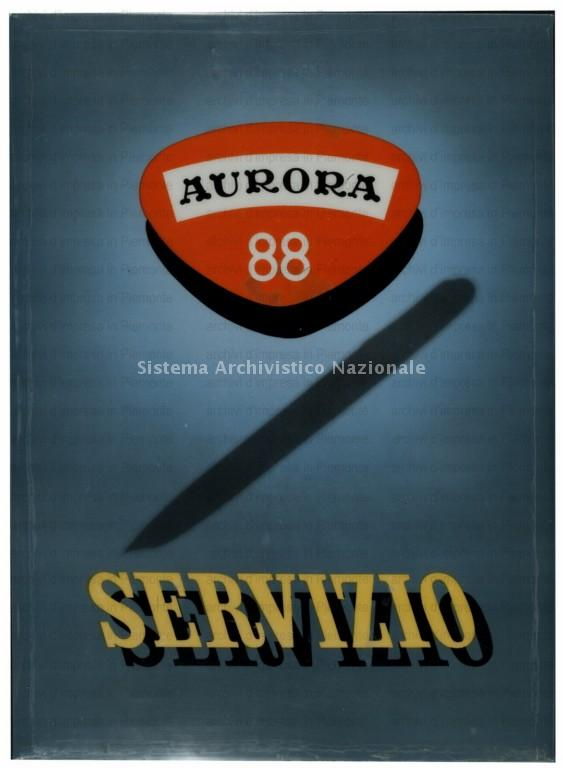
Stampa pubblicitaria del modello Aurora 88, 1950-1960

Aurora è un produttore italiano di penne stilografiche, strumenti per scrittura, carta e articoli in pelle. La società fu fondata nel 1919 a Torino,  con sede in via della Basilica 9, da Isaia Levi, un ricco commerciante di tessuti. Durante la seconda Guerra Mondiale, la sede venne pesantemente danneggiata dai bombardamenti. Nel dopoguerra Aurora ha trasferito il suo stabilimento alle porte nord della città, nei pressi dell'Abbadia di Stura, dove ancora oggi continua a produrre internamente penne secondo la sua lunga tradizione artigiana. La manifattura è visitabile, grazie alla collaborazione con Turismo Torino.

## Storia
È il 1919, pochi mesi dopo la fine della Grande Guerra, quando Isaia Levi, industriale ebreo, fonda a Torino la Fabbrica italiana penne a serbatoio Aurora, così chiamata per simboleggiare l'inizio di un metaforico nuovo giorno dopo la lunga e dolorosa notte bellica. Lo stabilimento ha sede nel centro storico della città, in via della Basilica 9, nel cosiddetto quadrilatero romano.
Le "penne a serbatoio" indicate nella denominazione dell'azienda non sono altro che quelle che comunemente definiamo penne stilografiche, oggetti inventati all'incirca alla metà dell'Ottocento, la cui diffusione farà registrare un decisivo salto di qualità tra il 1883 ed il 1884.
Il successo arride quasi subito all'azienda torinese, premiata dal mercato per l'ottima qualità delle penne prodotte; una parte importante della rapida affermazione dell'Aurora va senza dubbio assegnata alle efficaci campagne pubblicitarie con le quali vengono lanciati i prodotti, affidate ad affermati professionisti del settore, quali Achille Luciano Mauzan, Luigi Paradisi, titolare dello studio Lupa di Torino, Carlo Biscaretti di Ruffia, meglio noto per essere stato l'ideatore del Museo dell'Automobile di Torino, oltre che figlio di Roberto, uno dei soci fondatori della Fiat nel 1899.
Una delle caratteristiche che contraddistingue l'Aurora fin dai suoi primi anni è il forte impegno a favore dell'innovazione tecnologica dei prodotti: non a caso, già nella seconda metà degli anni Venti l'impresa torinese introduce un'importante novità nella produzione, lanciando una penna realizzata non più in ebanite, ma in celluloide, la Duplex (così chiamata in quanto la stilografica viene proposta assieme ad una matita meccanica). Il nome di questa nuova serie viene deciso tramite un concorso pubblico, a conferma della grande attenzione riservata alla comunicazione in tutte le sue forme.
Al principio degli anni Trenta la diffusione delle penne Aurora ha ormai varcato i confini nazionali: non è un caso che nel 1932 venga siglato un accordo di collaborazione commerciale con la francese Edacoto, azienda produttrice di matite meccaniche, che prevede il lancio sul mercato di una coppia di prodotti – una nuova stilografica ideata per l'occasione, Internazionale, e una matita – denominata Le duo moderne.
L'attenzione all'innovazione tecnologica prosegue anche negli anni successivi. Tra i modelli degni di nota, ricordiamo il modello Asterope, presentato nel 1934, primo esempio di penna stilografica priva di cappuccio,  la Novum, e la Etiopia, introdotta nel mercato in coincidenza con la campagna bellica condotta dal regime fascista appunto nel Paese africano alla metà degli anni Trenta (ottobre 1935-maggio 1936). Nello stesso lasso di tempo viene messa in commercio una penna destinata al pubblico giovanile, e che per questo viene offerta a prezzi contenuti, la Topolino, nella quale viene raffigurato il celebre personaggio di Walt Disney.
Il sopraggiungere della seconda guerra mondiale determina alcuni problemi per l'azienda torinese, a partire dalla mancanza di materie prime, che porta alla realizzazione di un nuovo materiale per i pennini: una particolare lega di acciaio chiamata Platiridio. Con i massicci bombardamenti subiti da Torino nel 1943 la fabbrica viene completamente distrutta e trova una nuova sede nella periferia nord della città, in strada Abbadia di Stura, nei pressi dell'omonima abbazia di epoca medioevale, dove l'azienda risiede ancora oggi.
Nel dopoguerra l'attività dell'Aurora riprende con rinnovato vigore: nel 1947 vede la luce una delle penne che renderà celebre il marchio torinese in tutto il mondo, la celeberrima Aurora 88, ideata da un famoso designer italiano, Marcello Nizzoli, che riscuoterà un grande successo, restando in produzione per oltre un trentennio. La sua struttura viene ricordata in particolare per il rinomato cappuccio laminato in oro.
Negli anni Cinquanta, la diffusione sempre più capillare delle penne a sfera determina una forte riduzione delle quote di mercato delle case produttrici di stilografiche, le quali, per reagire a questo stato di cose, non hanno altra strada che quella di puntare con grande forza su una sempre maggiore innovazione dei propri prodotti. L'Aurora si dimostra pronta, a differenza di altri storici marchi internazionali (si pensi al caso della Waterman, che entrerà in una fase di grave declino), a raccogliere questa sfida, e introduce pertanto nel mercato modelli con particolari tecnici inediti: è il caso della Duocart, nella quale vengono utilizzate per la prima volta cartucce di inchiostro in materiale plastico in duplice copia per ogni penna (progettate dal futuro premio Nobel per la chimica Giulio Natta, il padre del celebre Moplen), consentendo di abbandonare definitivamente l'uso ormai anacronistico del calamaio. La stessa soluzione tecnica verrà adottata qualche anno dopo nel modello Auretta, penna con la quale l'azienda torinese cercherà, così come fece negli anni Trenta con la Topolino, di reinserirsi nel mercato degli studenti; questo modello verrà accolto con grande favore dai soggetti per i quali era stata pensata.
Nel 1958, grazie all'interessamento di Giovanni Enriques, manager all'Olivetti di Ivrea e nipote del fondatore, viene assunto in azienda come dipendente Franco Verona, appena rientrato a Torino dopo aver seguito nel 1938 la madre in Argentina a causa delle leggi razziali. Verona diventa quindi manager e negli anni Sessanta acquisisce il controllo della società. Due le sue creazioni considerate opere d'arte ed esposte al Moma di New York: nel 1970 la cilindrica Hastil e nel 1974 la penna a sfera Thesi.

## Archivio
L'archivio Aurora Due srl, con sede a Torino, è composto da tre fondi. Il fondo Aurora Due (estremi cronologici: 1919 - ) comprende per lo più documentazione amministrativa e finanziaria legata alla produzione dell'azienda. Di particolare interesse storico sono i disegni tecnici, il campionario di penne e alcune macchine da scrivere storiche.